# Qiujima (sockenhuvudort i Kina, Sichuan Sheng, lat 33,46, long 101,63)
Qiujima (kinesiska: 求吉玛, 求吉玛乡) är en sockenhuvudort i Kina. Den ligger i provinsen Sichuan, i den sydvästra delen av landet, omkring 390 kilometer nordväst om provinshuvudstaden Chengdu. Antalet invånare är 2 639. Befolkningen består av 1 291 kvinnor och 1 348 män. Barn under 15 år utgör 29,0 %, vuxna 15-64 år 64 %, och äldre över 65 år 5,0 %.
Runt Qiujima är det mycket glesbefolkat, med 3 invånare per kvadratkilometer. Trakten runt Qiujima består i huvudsak av gräsmarker.
Genomsnittlig årsnederbörd är 942 millimeter. Den regnigaste månaden är juli, med i genomsnitt 228 mm nederbörd, och den torraste är december, med 4 mm nederbörd.